# ارنالدو مانوئل دی المیدا
ارنالدو مانوئل دی المیدا (انگلیسی: Arnaldo Manoel de Almeida؛ زادهٔ ۱۵ آوریل ۱۹۹۲) بازیکن فوتبال اهل برزیل است.
از باشگاه‌هایی که در آن بازی کرده‌است می‌توان به باشگاه فوتبال کریسیوما اشاره کرد.